# Форд, Анабель
Анабель Форд (Anabel Ford; род. 22 декабря 1951, Лос-Анджелес, Калифорния) — американский археолог и антрополог, майянист. Профессор Калифорнийского университета в Санта-Барбаре и директор его Мезоамериканского исследовательского центра. Известна как первооткрыватель города древних майя El Pilar (в 1983 году).

## Биография
Дочь известного социолога и голливудской актрисы.
В Калифорнийском университете в Санта-Барбаре получила степени бакалавра антропологии (1974), магистра (1976) и доктора философии (1981) по антропологии (археологии).
С 1982 года преподаёт антропологию там же.
В 1987 году директор-основатель Мезоамериканского исследовательского центра в альма-матер, который возглавляет поныне.
Фелло Society for Applied Anthropology (2003).
С 1972 года работает на территориях майя, в Мезоамерике. В 1983 году обнаружила город древних майя Эль-Пилар (El Pilar).
Является скептиком экологической теории исчезновения цивилизации майя.
Отмечена Rolex Awards for Enterprise (2000), а также Alumna of the Year 2002/03 альма-матер.
Лауреат программы Фулбрайта (1982).
Автор книги «The Maya Forest Garden: Eight Millennia of Sustainable Cultivation of the Tropical Woodlands» (Left Coast Press, 2015; в соавторстве с Ronald Nigh). В которой опровергается крах цивилизации майя по причине обезлесения и деградации окружающей среды. 